# Сцимнус тёмно-красный
Сцимнус тёмно-красный (лат. Scymnus ferrugatus) — вид божьих коровок из подсемейства Scymninae. Питается на лиственных породах деревьев, в основном, на черёмухе.

## Описание
Жук длиной 2,5—3 мм. Надкрылья чёрные с жёлто-красными вершинами.

## Распространение
Встречается в Европе, Сибири, Средней Азии, юге Дальнего Востока.